# Ben Slimane (provincie)
Ben Slimane is een van de vier provincies binnen de Marokkaanse regio Chaouia-Ouardigha.
Ben Slimane telt 199.612 inwoners op een oppervlakte van 2760 km².

## Bestuurlijke indeling
De provincie is bestuurlijk als volgt ingedeeld:
| Name               | Geografische code | Type                | Huishoudens | Inwoners (2004) | Buitenlanders | Marokkanen | Opmerkingen |
| ------------------ | ----------------- | ------------------- | ----------- | --------------- | ------------- | ---------- | ----------- |
| Ben Slimane        | 111.01.01.        | Gemeente            | 9430        | 46478           | 37            | 46441      |             |
| Bouznika           | 111.01.03.        | Gemeente            | 5305        | 27028           | 49            | 26979      |             |
| Ahlaf              | 111.03.01.        | Landelijke gemeente | 2220        | 12841           | 0             | 12841      |             |
| Ain Tizgha         | 111.03.03.        | Landelijke gemeente | 1264        | 7741            | 3             | 7738       |             |
| Fdalate            | 111.03.05.        | Landelijke gemeente | 1800        | 9796            | 1             | 9795       |             |
| Mellila            | 111.03.07.        | Landelijke gemeente | 2432        | 14257           | 0             | 14257      |             |
| Moualine El Ghaba  | 111.03.09.        | Landelijke gemeente | 1412        | 8185            | 2             | 8183       |             |
| Moualine El Oued   | 111.03.11.        | Landelijke gemeente | 1657        | 9066            | 0             | 9066       |             |
| Oulad Ali Toualaa  | 111.03.13.        | Landelijke gemeente | 860         | 5056            | 0             | 5056       |             |
| Oulad Yahya Louta  | 111.03.15.        | Landelijke gemeente | 1670        | 9642            | 1             | 9641       |             |
| Rdadna Oulad Malek | 111.03.17.        | Landelijke gemeente | 826         | 4348            | 0             | 4348       |             |
| Ziaida             | 111.03.19.        | Landelijke gemeente | 2003        | 12389           | 3             | 12386      |             |
| Bir Ennasr         | 111.05.01.        | Landelijke gemeente | 775         | 5195            | 0             | 5195       |             |
| El Mansouria       | 111.05.03.        | Landelijke gemeente | 2787        | 12955           | 133           | 12822      |             |
| Sidi Bettache      | 111.05.04.        | Landelijke gemeente | 1215        | 6370            | 1             | 6369       |             |
| Cherrat            | 111.05.05.        | Landelijke gemeente | 1254        | 8265            | 1             | 8264       |             |

Ben Slimane · Khouribga · Settat · El Jadida · Safi · Boulmane · Fez · Moulay Yacoub · Sefrou · Kénitra · Sidi Kacem · Casablanca · Médiouna · Mohammedia · Nouaceur · Assa-Zag · Guelmim · Tan-Tan · Tata · Boujdour · Es-Semara · Lâayoune · Al Haouz · Chichaoua · Essaouira · Kelâat Es-Sraghna · Marrakech · Al Ismaïlia · El Hajeb · Errachidia · Ifrane · Khénifra · Meknès · Berkane · Figuig · Jerada · Driouch · Nador · Oujda-Angad · Taourirt · Aousserd · Oued ed Dahab · Khémisset · Rabat · Salé · Skhirat-Témara · Agadir-Ida-Ou-Tanane · Inezgane-Aït Melloul · Chtouka-Aït Baha · Ouarzazate · Taroudant · Tiznit · Zagora · Azilal · Béni-Mellal · Chefchaouen · Fahs-Bni Mkada · Larache · Tanger-Asilah · Tétouan · Al Hoceima · Taounate · Taza